# 70e Legerkorps (Wehrmacht)
Het Duitse 70e Legerkorps (Duits: Generalkommando LXX. Armeekorps) was een Duits legerkorps van de Wehrmacht tijdens de Tweede Wereldoorlog. Het korps was alleen in actie rond Oslo. 

## Krijgsgeschiedenis

### Oprichting
Het 70e Legerkorps werd opgericht op 25 januari 1943 door het omdopen van het Höheres Kommando z.b.V. LXX in Oslo.

### Inzet
Het korps was verantwoordelijk voor de kustverdediging en de interne veiligheid in Zuid-Noorwegen gedurende zijn hele bestaan. Van januari 1943 tot en met juli 1943 stonden de 214e, 269e, 280e en 710e Infanteriedivisies onder bevel. Van november 1943 tot augustus 1944 waren het de 269e, 274e, 280e en 710e Infanteriedivisies. In april 1945 waren het de 274e en 280e Infanteriedivisies, de Divisie z.b.V. 613, Divisie „K“ en Grenadierbrigade 503. Het korps zag nooit actie.

Het 70e Legerkorps capituleerde tegelijk met alle Duitse troepen in Noorwegen aan de Britten op 8 mei 1945.

## Bovenliggende bevelslagen
| Leger             | Legergroep | Plaats/regio | Begin            | Eind             |
| ----------------- | ---------- | ------------ | ---------------- | ---------------- |
| Armee Norwegen    | OKW        | Oslo         | 25 januari 1943  | 18 december 1944 |
| 20. Gebirgs-Armee | OKW        | Oslo         | 18 december 1944 | 8 mei 1945       |

## Commandanten
| Rang                       | Naam               | Begin           | Eind         |
| -------------------------- | ------------------ | --------------- | ------------ |
| General der Gebirgstruppen | Valentin Feurstein | 25 januari 1943 | 22 juni 1943 |
| General der Artillerie     | Hermann Tittel     | 22 juni 1943    | 8 mei 1945   |